# Zilverschoon
Zilverschoon (Argentina anserina, synoniem: Potentilla anserina) is een plant uit de rozenfamilie (Rosaceae). 
De naam van deze plant komt door het zilverig uiterlijk dat ontstaat door zijdeachtige haartjes waarmee de plant is bedekt. De bladeren vormen een bladrozet. Uitlopers wortelen op de knopen tot op 80 cm van de plant. Zilverschoon komt voor op vochtige plekken langs wegen en in het weiland. De plant is giftig voor paarden, vooral na het eten van grote hoeveelheden en langere tijd.
De bloem is geel en heeft een doorsnede van 1,5-2 cm. Er zijn vijf afgeronde kroonbladeren en tien kelkbladeren. De bloem is voorzien van veel meeldraden.
Zilverschoon bloeit alleenstaand aan lange bloemstelen van mei tot augustus.
De bladeren zijn afgebroken geveerd en bestaan uit zes tot twaalf deelblaadjes. Deze deelblaadjes zijn diep gezaagd. De onderzijde van het blad is witviltig behaard, maar soms ook de bovenkant.
Zilverschoon draagt een hoofdje van onbehaarde vruchtjes.

## Gebruik
De plant heeft een krampstillende werking bij bijvoorbeeld diarree of menstruatiepijn. Een aftreksel van de plant werd vroeger gebruikt bij oogontsteking of als gorgeldrank bij kiespijn.

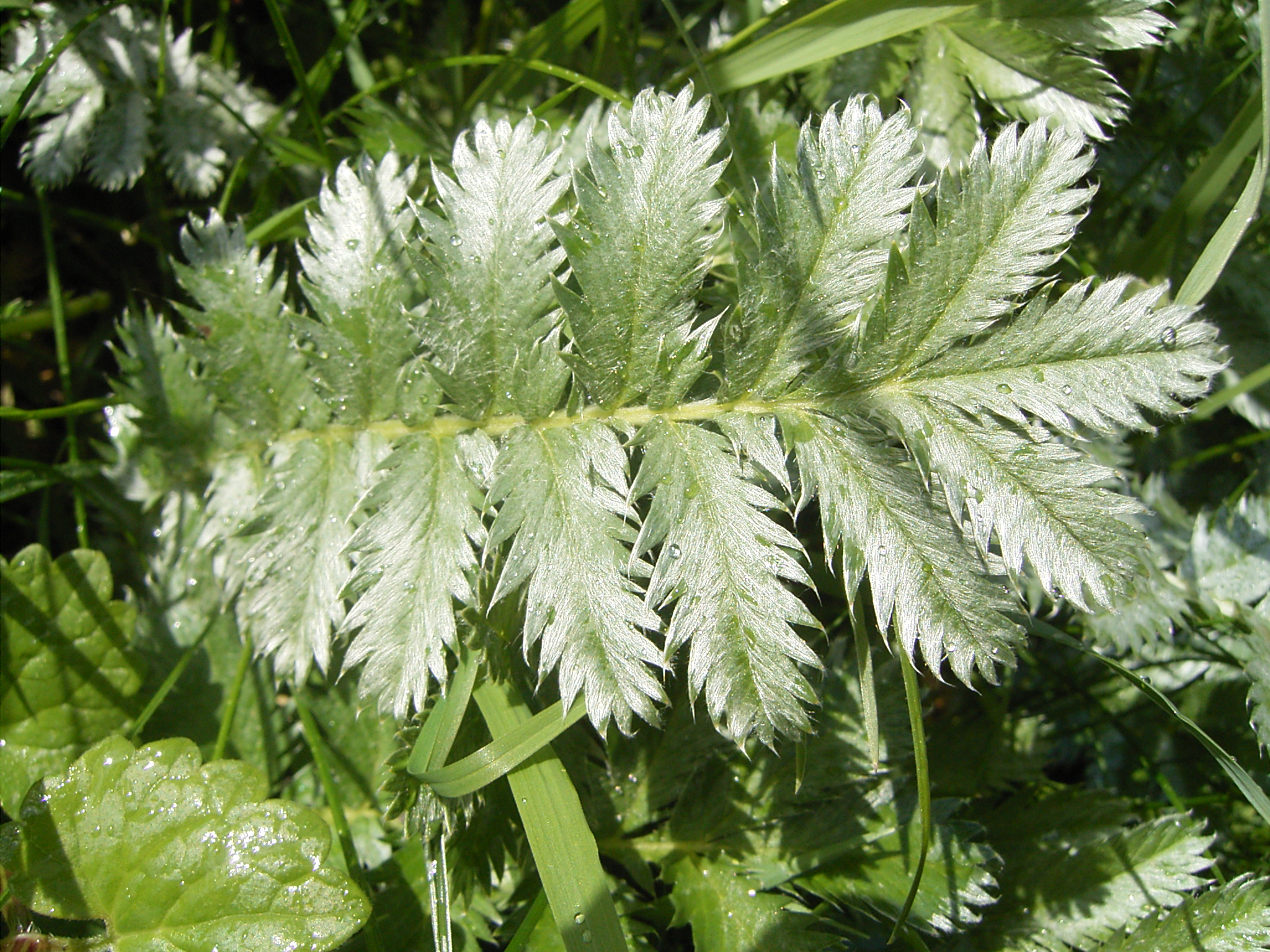
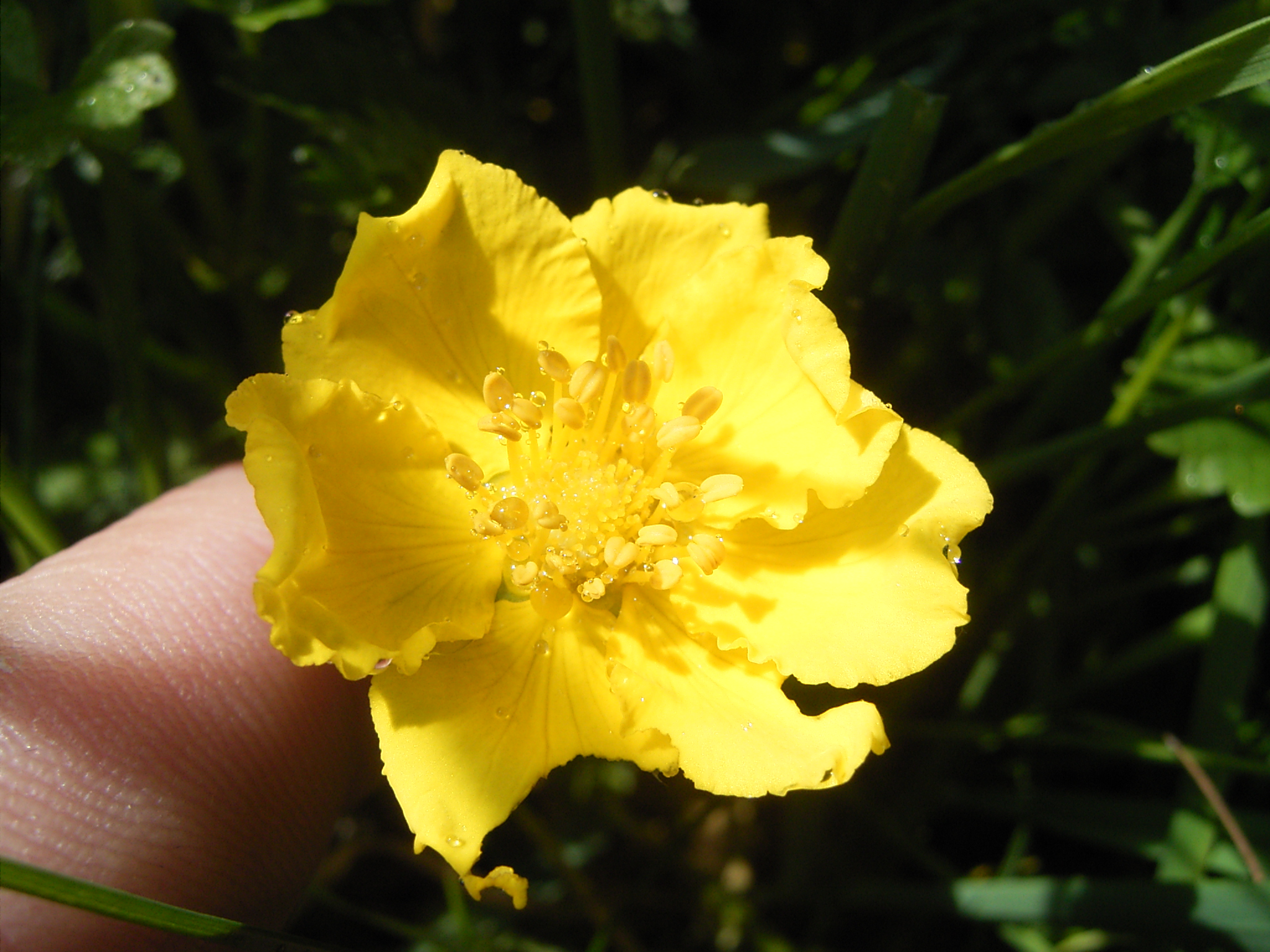
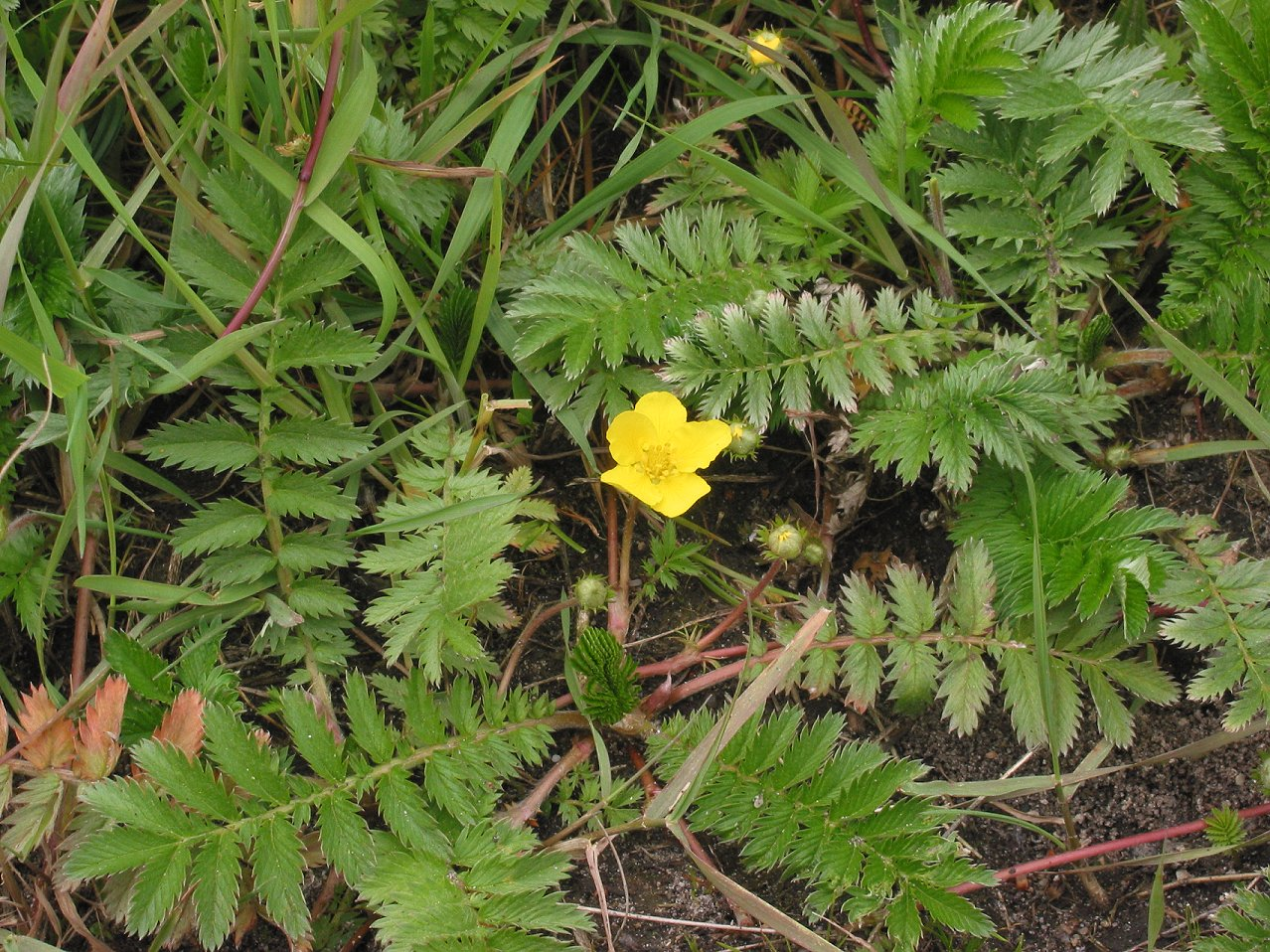